# Sertularella pinnata
Sertularella pinnata is een hydroïdpoliep uit de familie Sertulariidae. De poliep komt uit het geslacht Sertularella. Sertularella pinnata werd in 1816 voor het eerst wetenschappelijk beschreven door Lamouroux. 